# Comuna de Gąsawa
Gąsawa (polaco: Gmina Gąsawa) é uma gminy (comuna) na Polónia, na voivodia de Cujávia-Pomerânia e no condado de Żniński. A sede do condado é a cidade de Gąsawa.
De acordo com os censos de 2004, a comuna tem 5209 habitantes, com uma densidade 38,4 hab/km².

## Área
Estende-se por uma área de 135,7 km², incluindo:
- área agricola: 65%
- área florestal: 24%

## Demografia
Dados de 30 de Junho 2004:
|                      | Total   | Total | Mulheres | Mulheres | Homens  | Homens |
| -------------------- | ------- | ----- | -------- | -------- | ------- | ------ |
|                      | pessoas | %     | pessoas  | %        | pessoas | %      |
| População            | 5261    | 100   | 2657     | 50,5     | 2604    | 49,5   |
| Densidade (pop./km²) | 38,4    | 100   | 19,3     | 19,3     | 19      | 19     |

De acordo com dados de 2002, o rendimento médio per capita ascendia a 1650,97 zł.

## Comunas vizinhas
- Dąbrowa, Mogilno, Rogowo, Żnin